# Parroquia de la Milagrosa (Orense)
La Parroquia de la Milagrosa es un templo católico del siglo xx ubicado en el barrio de Cruz Alta, en Orense (Galicia, España).

## Historia
La Congregación de la Misión, fundada por San Vicente de Paúl en Francia en 1625, llegó a España (concretamente a Barcelona) en 1704 procedente de Italia, impartiendo tres sacerdotes paúles varias misiones en Orense en el año 1866, siendo la más destacada la de Ginzo de Limia. Tres años después, en 1869, predicarían una Novena Misión en el Santuario de Nuestra Señora de los Milagros, estableciéndose en él definitivamente por encomienda del obispo de la diócesis y convirtiéndose el templo en la única comunidad de Hermanos Paúles de Galicia. Por su parte, la residencia de los paúles en la ciudad de Orense, fundada en 1902, fue ubicada en el n.º 23 de la antigua calle de Alba (actual calle Cardenal Quiroga), trasladándose años después aproximadamente al n.º 28, en la acera opuesta.
En 1967, el sacerdote Domingo García envió una carta fechada el 29 de agosto al obispo de Orense Ángel Temiño Sáiz en la cual solicitaba la creación de la Parroquia de la Milagrosa tras haber servido la comunidad durante décadas en la Iglesia de Santa María Madre:

... revisados los ministerios de nuestra Residencia de Orense... y vistas las necesidades espirituales en otros sectores de la ciudad,... teniendo nosotros una finca en Fonte do Monte donde crece una barriada sin atención religiosa y parroquial, hemos determinado construir allí residencia y templo adyacente para servicio espiritual de la barriada, sin cargar en nada la economía de la Diócesis. La Congregación de la Misión ofrece a V.E., gustosa, los servicios pastorales de la Comunidad: templo y edificaciones complementarias para ayudar a la Obra Pastoral de la Diócesis, y que pueda, si lo viese útil en sus planes pastorales, establecer en dicho templo una parroquia servida por la Comunidad...

El obispo, tras obtener un informe favorable por parte del cabildo el 22 de septiembre, concedió la licencia para el levantamiento de la parroquia, la cual fue creada por Decreto Ordinario publicado en el Boletín Eclesiástico de la diócesis de Orense el 1 de mayo de 1971. El templo fue construido en un viñedo propiedad de los Hermanos Paúles conocido como «Fonte do Monte», el cual fue valorado en 11 900 000 pesetas durante el acometimiento de los trámites para edificar la iglesia, siendo el inmueble de la calle Cardenal Quiroga tasado en 4 000 000 de pesetas.
La construcción de la iglesia y de los edificios auxiliares comenzó el 1 de febrero de 1971, llevándose a cabo los oficios de Semana Santa desde el 15 de agosto de ese año en los bajos de diversos edificios del entorno. Tras el fin de las obras el 24 de marzo de 1973, el santuario fue inaugurado la tarde del 10 de mayo, habiéndose celebrado los oficios de Semana Santa de aquel año en el templo. Temiño Sáiz, quien bendijo la iglesia con motivo de su inauguración, donó una imagen de la Virgen Milagrosa realizada en mármol blanco de Alicante, obra del escultor Nicanor Carballo. El padre Ángel Dopazo Salgado regaló a su vez un órgano Hammond, adquirido por 380 000 pesetas, mientras que varios feligreses donaron el sagrario y varios cálices, entregando igualmente dinero en metálico para la adquisición de bancos.

## Descripción

### Exterior
El templo, al cual se accede a través de una escalinata, presenta una sencilla fachada con soportal y laterales compuestos por una combinación de muros de piedra escalonados y paredes lisas con discretos contrafuertes. En la cubierta destaca una colorida cúpula cónica acristalada de seis caras coronada por una cruz como principal ornamento exterior.

### Interior

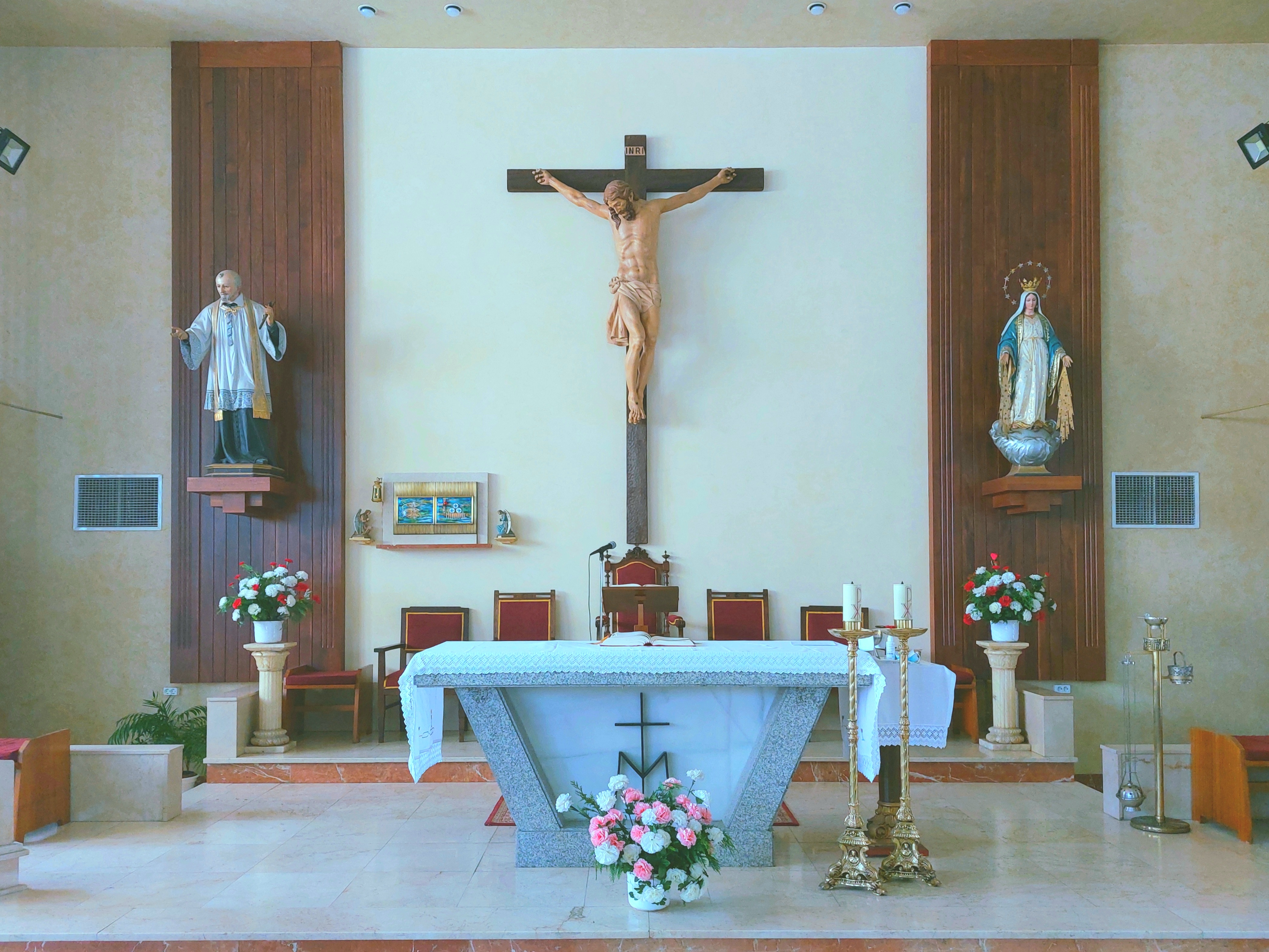
Capilla mayor

El interior, con una superficie de 738 m² y capacidad para 400 personas, posee una única nave de planta hexagonal en cuyo muro frontal se ubica una sencilla capilla mayor influenciada por la simplicidad ornamental establecida en los principios del Concilio Vaticano II. Tras el altar, realizado en piedra y con forma de trapecio invertido en el que resalta una letra M atravesada por una cruz (símbolo representativo de la Medalla Milagrosa), se ubican una talla de Cristo crucificado en el centro e imágenes de San Vicente de Paúl a la izquierda y de la Virgen Milagrosa a la derecha, destacando los laterales de la capilla, compuestos por paneles con motivos circulares calados, y la posición del sagrario, desplazado a la izquierda en vez de estar situado en el centro. Respecto a la nave, la misma se caracteriza por su luminosidad, proporcionada por cuatro vitrales cuadrados de gran tamaño divididos en grupos de dos por una viga en cada una de las dos paredes que componen los laterales, así como por su carencia de ornamentos, puesto que solo hay dos tallas además de las tres figuras de la capilla mayor: la imagen pétrea de la Virgen Milagrosa realizada por Carballo en el lado de la epístola y una talla de San José, ubicada sobre un pedestal de madera decorado con un arco ojival, en el lado del evangelio. Por su parte, en la entrada se sitúan dos cuadros: el de la izquierda muestra el martirio de San Francisco Régis Clet, mientras que el de la derecha representa el suplicio de San Juan Gabriel Perboyre. El templo alberga una cripta en donde se hallan los salones de reunión y catequesis además de una tribuna de planta trapezoidal y balaustrada de madera, destacando particularmente el falso techo, donde un óculo hexagonal ubicado bajo la cúpula proporciona luz natural a la nave.

### Entorno
A aproximadamente ocho metros del templo se encuentra la residencia de los Hermanos Paúles, junto a la cual, en un pequeño parterre, se halla emplazado un crucero, obra de Nicanor Carballo inaugurado el 27 de octubre de 2001. Este crucero presenta la particularidad de mostrar, además de las típicas imágenes de Cristo crucificado y la Piedad, tallas de la Virgen Milagrosa y San Vicente de Paúl en el cuerpo del monumento.

## Galería de imágenes

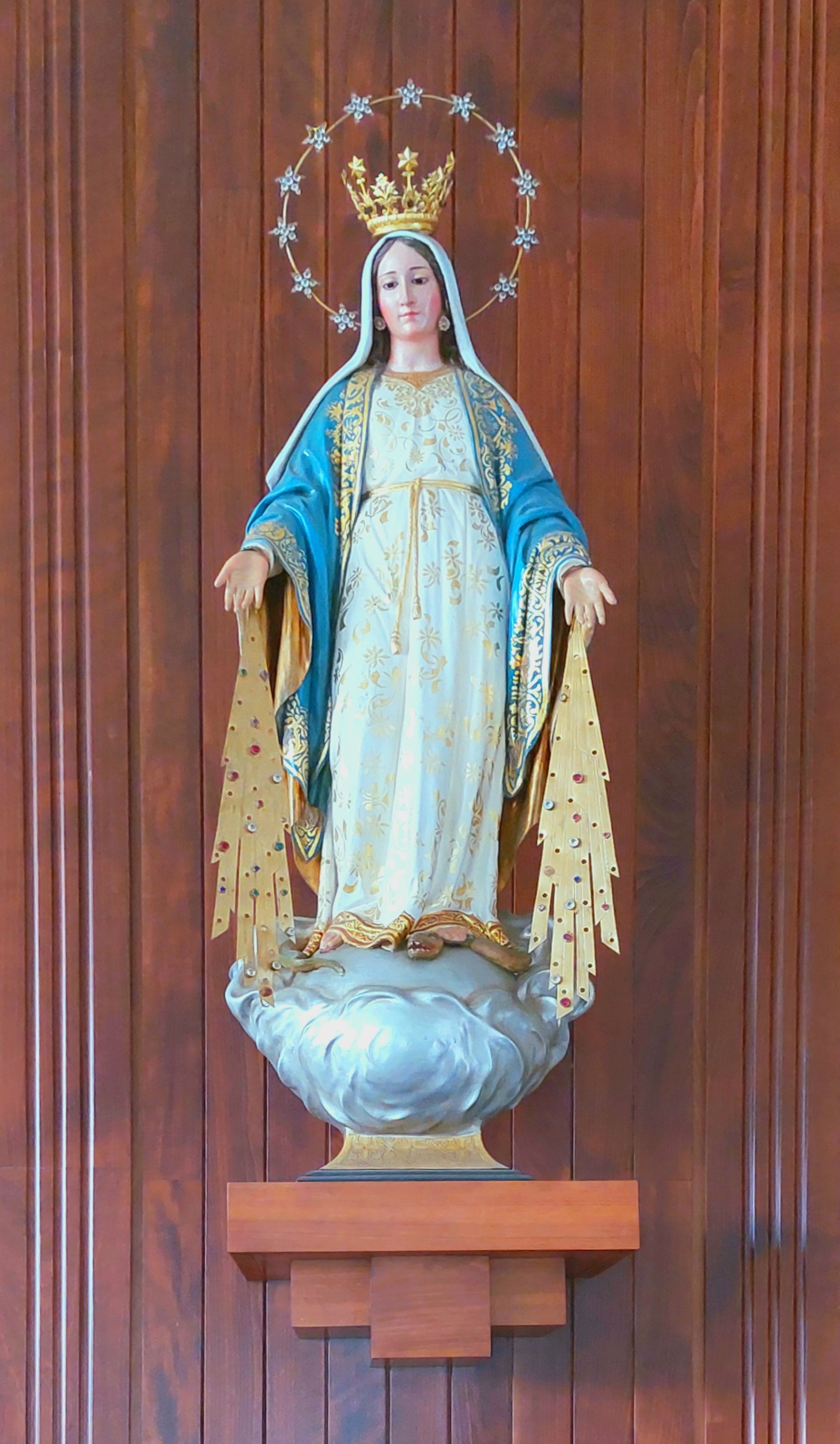
Talla de la Virgen Milagrosa.
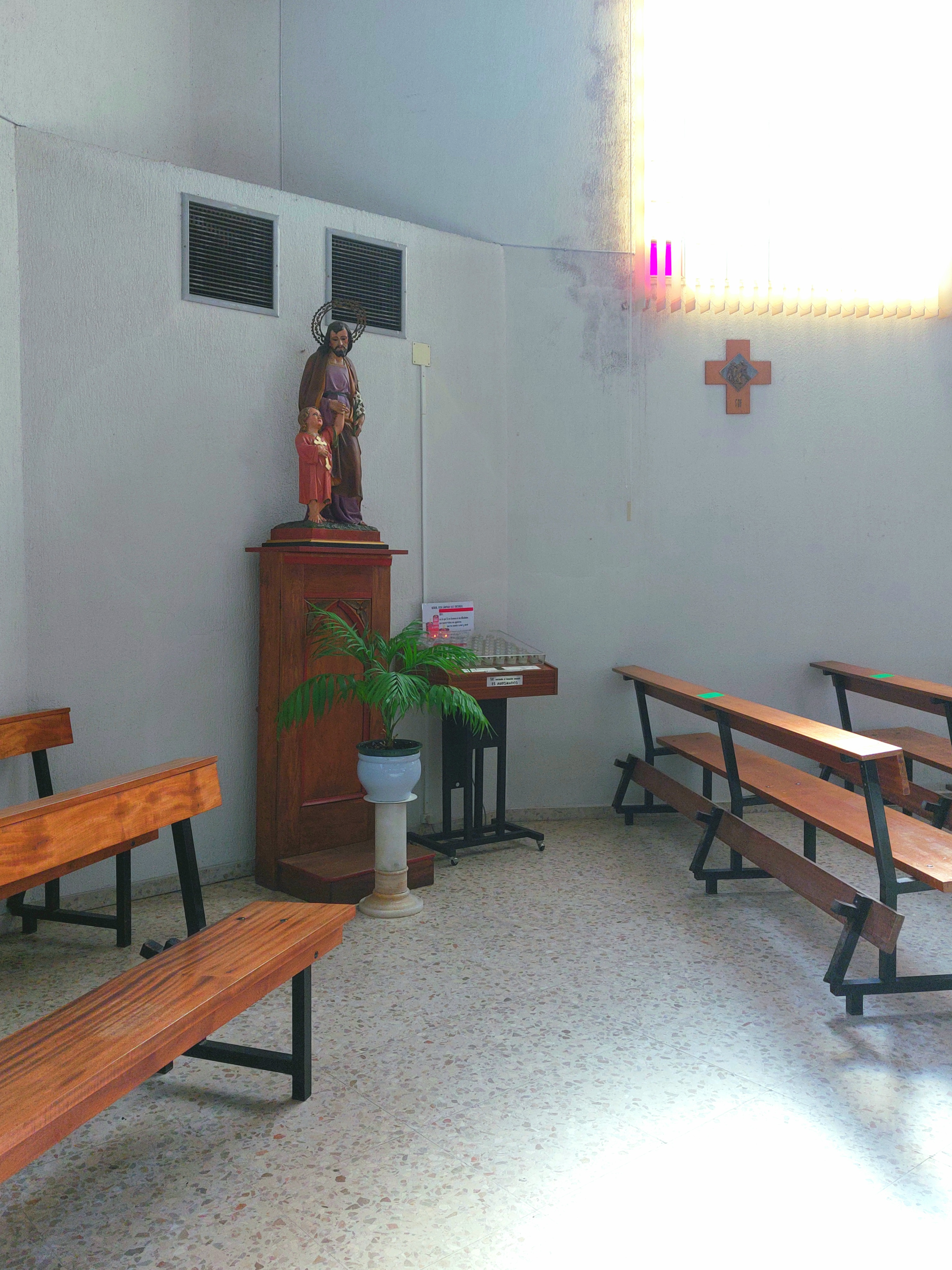
Lado del evangelio.
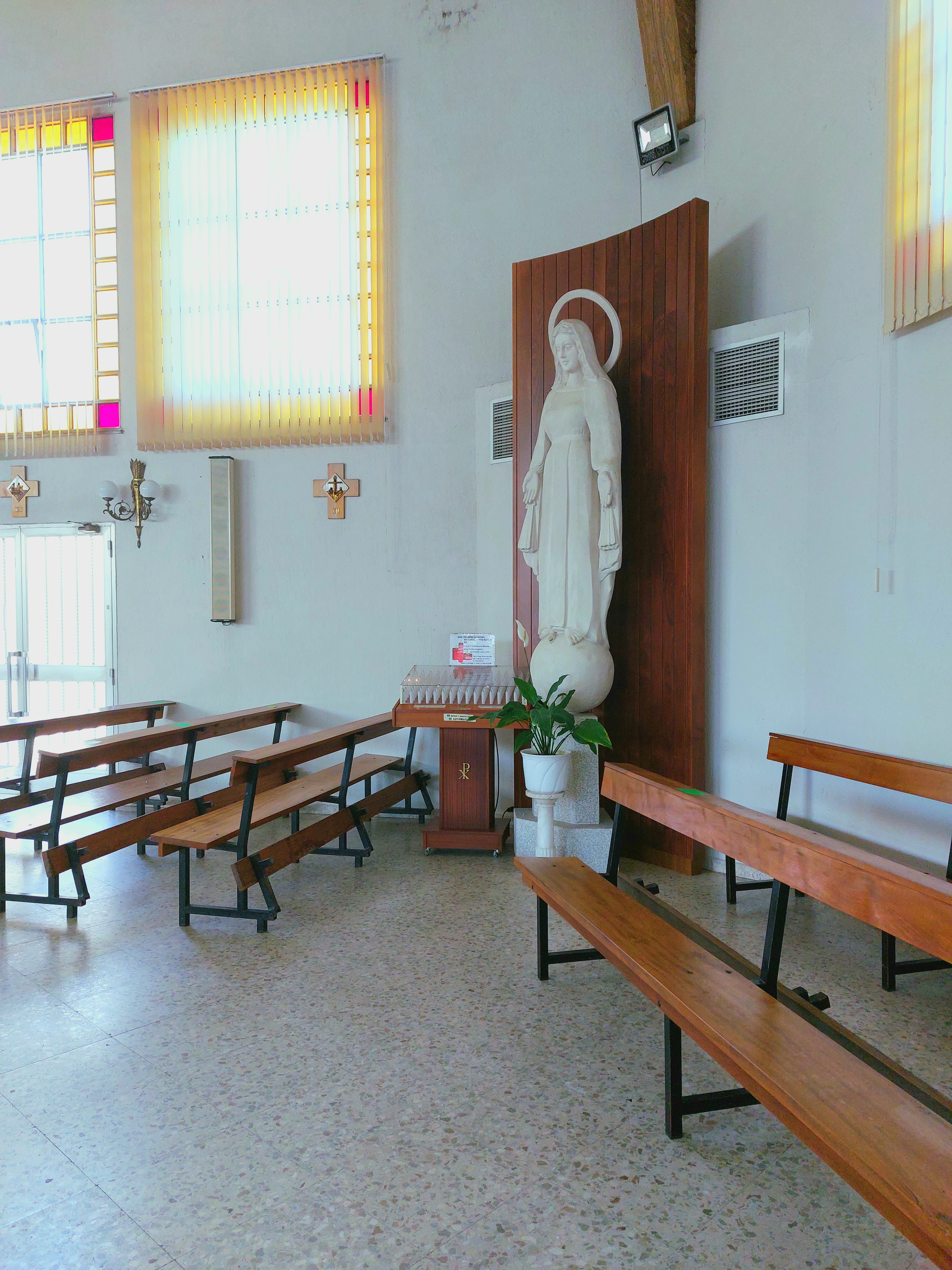
Lado de la epístola.
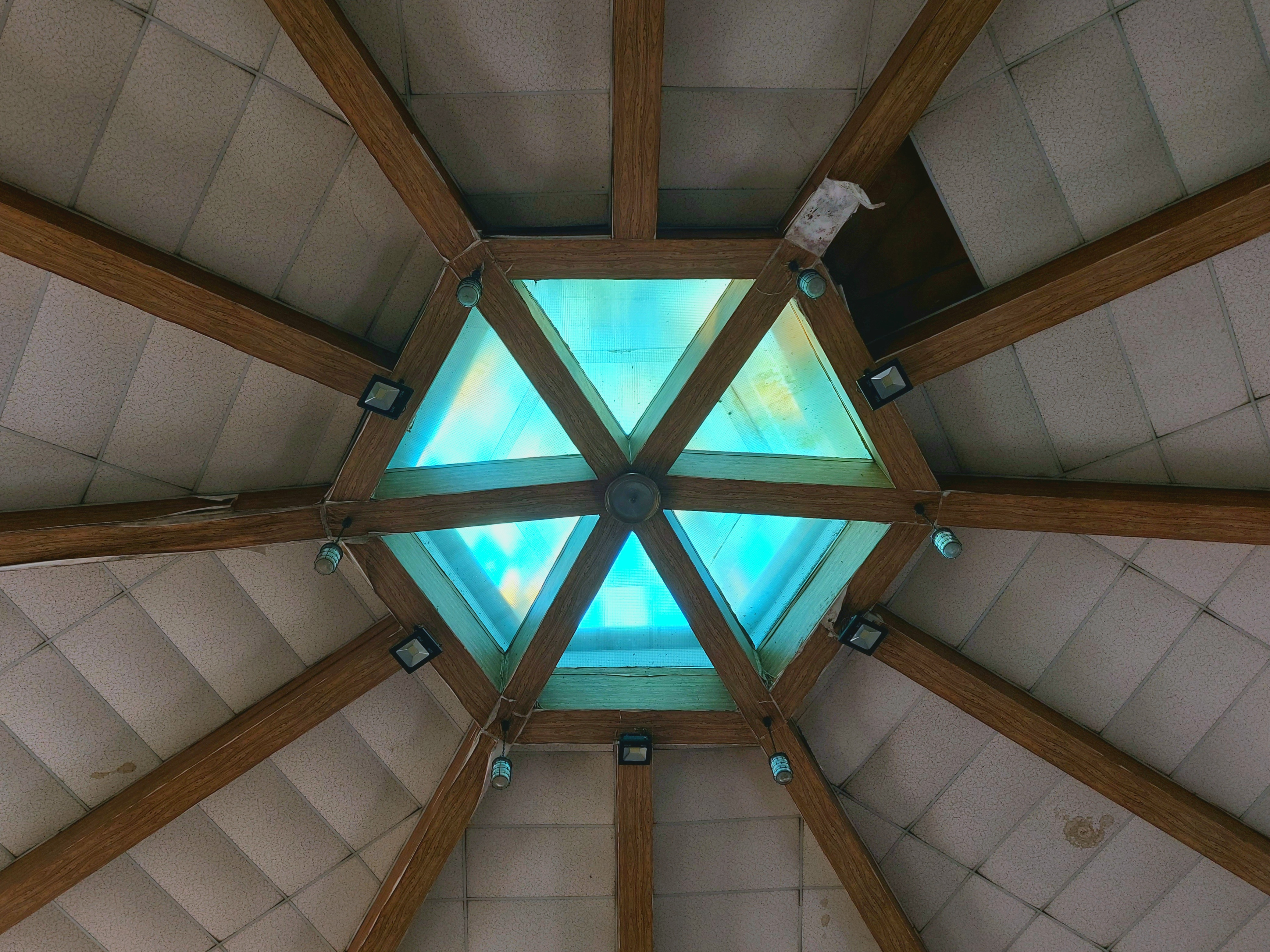
Óculo.
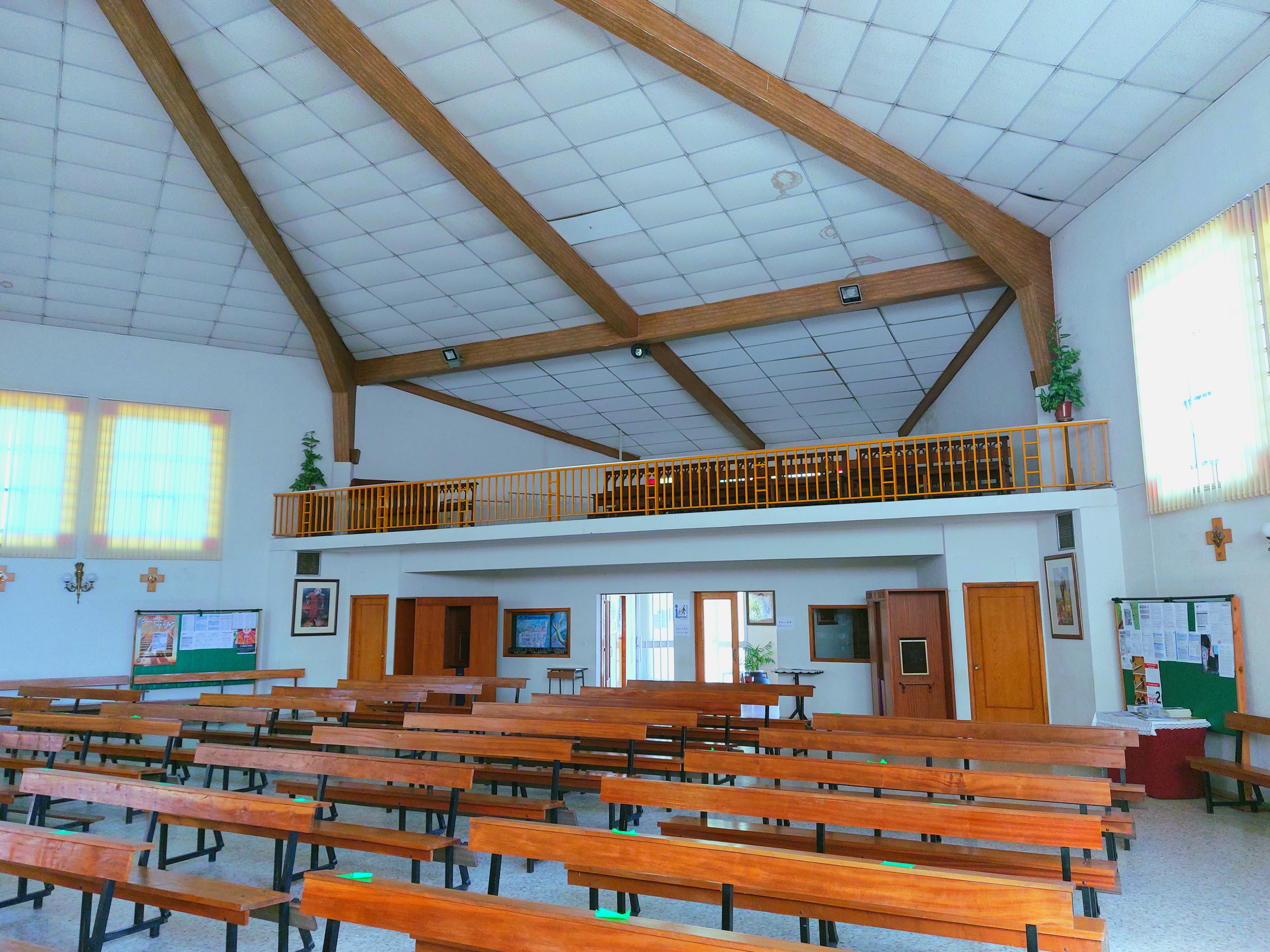
Tribuna.
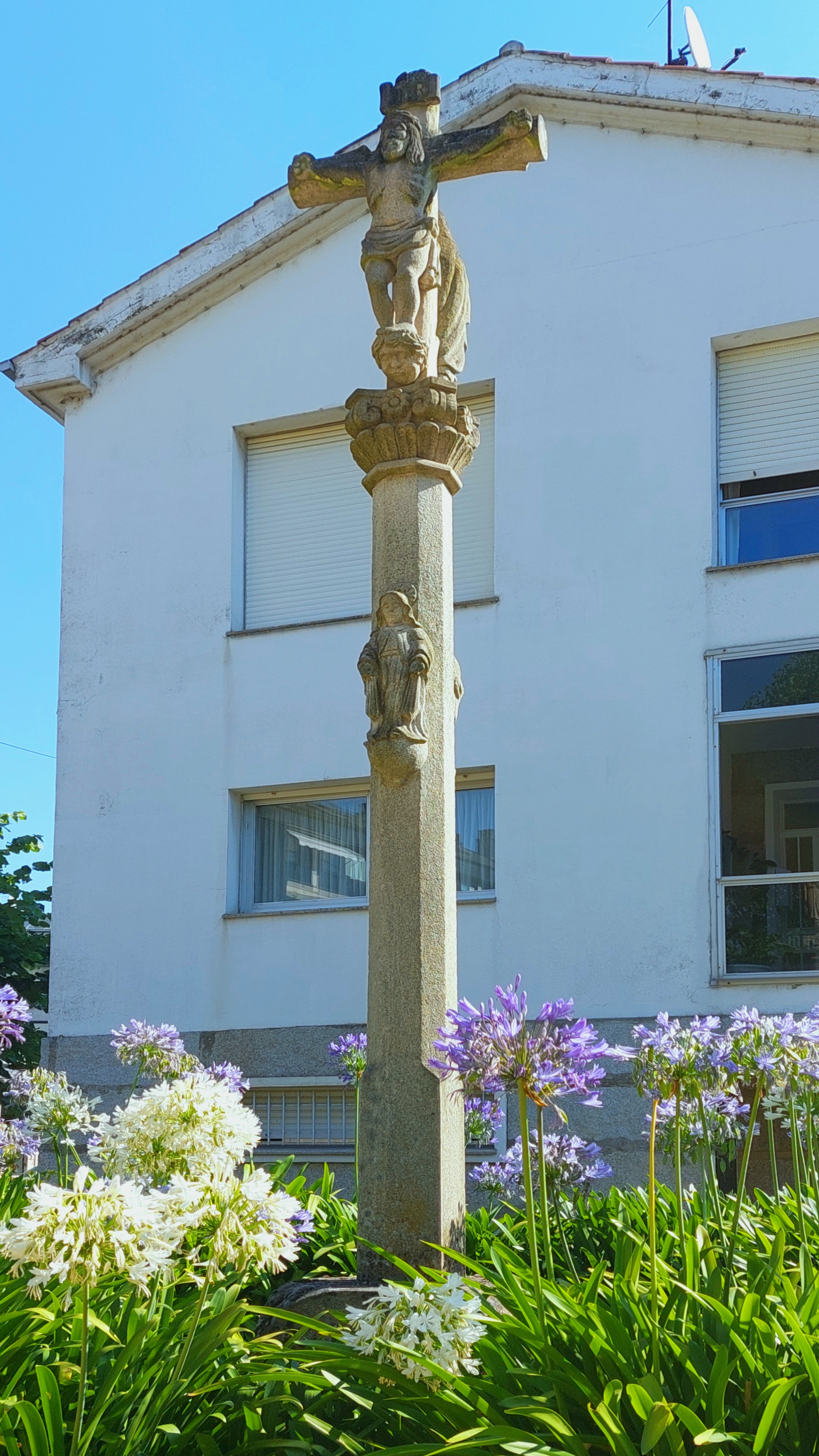
Crucero.